# Hundimiento del Moskvá
El navío de guerra ruso Moskvá, buque insignia de la Flota del Mar Negro de la Armada rusa, se hundió el 14 de abril de 2022 durante la invasión rusa de Ucrania. Las autoridades ucranianas afirmaron que sus fuerzas dañaron el barco con dos misiles antibuque R-360 Neptuno y se produjo un incendio. Esta afirmación fue confirmada posteriormente por el Departamento de Defensa de Estados Unidos. Rusia informó que el buque se hundió en mares tormentosos después de que el fuego hiciera explotar las municiones.
El crucero es el buque de guerra ruso más grande hundido en tiempos de guerra desde el final de la Segunda Guerra Mundial, y la primera nave capitana rusa hundida desde el Knyaz Suvórov en 1905, durante la guerra ruso-japonesa.
Rusia declaró que 396 miembros de la tripulación habían sido evacuados, con un marinero muerto y 27 desaparecidos, pero hay informes no verificados de más bajas. Al menos 17 de los tripulantes desaparecidos fueron declarados muertos más tarde por un tribunal de Sebastopol.

## Antecedentes
En febrero de 2022, el buque insignia de la Flota del Mar Negro rusa, el crucero de misiles guiados Moskvá, zarpó de Sebastopol para participar en la invasión rusa de Ucrania. Después, el buque fue utilizado contra las fuerzas armadas ucranianas durante el ataque a la isla de las Serpientes, junto con la nave patrullera rusa Vasili Býkov. El Moskvá llamó por radio a la guarnición de la isla y exigió su rendición, recibiendo la ya famosa respuesta «Русский военный корабль, иди на хуй!» (lit. '¡Buque de guerra ruso, vete al carajo!') de su guarnición. Tras esto, se perdió todo contacto con la isla de las Serpientes, y la guarnición ucraniana de trece miembros fue capturada.

## Hundimiento

### Cuenta ucraniana
La primera noticia conocida del impacto de un misil contra el buque fue a las 20:42 del 13 de abril de 2022, hora ucraniana (EEST, UTC+03:00), con una publicación en Facebook de un voluntario ucraniano vinculado al ejército: «El crucero Moskvá acaba de ser alcanzado por dos misiles Neptuno. Está de pie [no hundido], ardiendo. Y hay tormenta en el mar. Al parecer, es requerida una inundación táctica». Esa misma noche, el asesor presidencial Oleksiy Arestóvich informó de que el Moskvá estaba en llamas en medio de un mar embravecido y el gobernador de Odesa, Maksim Márchenko, confirmó oficialmente que las fuerzas ucranianas habían atacado al Moskvá con dos misiles antibuque R-360 Neptuno, que «causaron daños muy graves». A las 12:43 del 14 de abril (EEST), el Comando Sur de Ucrania publicó un vídeo en Facebook con un informe en el que se indicaba que el buque había recibido daños dentro del alcance del misil antibuque Neptuno, había un incendio y otros barcos del grupo del Moskvá «intentaron ayudar, pero una tormenta y una potente explosión de municiones volcaron el crucero y comenzó a hundirse».

### Cuenta rusa
Horas después de la declaración de Márchenko, el Ministerio de Defensa ruso afirmó que un incendio había provocado la explosión de las municiones y que el barco había resultado gravemente dañado, sin señalar la causa ni hacer referencia a un ataque ucraniano. El Ministerio declaró el 14 de abril que los sistemas de misiles del crucero no habían sufrido daños, que el fuego había sido controlado por los marineros y que se estaban realizando esfuerzos para remolcar el buque a puerto. Más tarde ese mismo día, el Ministerio ruso expresó que el Moskvá se había hundido mientras era remolcado durante una tormenta. El 15 de abril, los medios de comunicación y la televisión rusas informaron brevemente del hundimiento, afirmando que se debía a «mares tormentosos».

### Otras observaciones tempranas
El portavoz del Departamento de Defensa estadounidense (DoD), John Kirby, declaró a primera hora del 14 de abril que no disponían de información suficiente para confirmar un ataque con misiles, pero que no podían descartarlo. Las imágenes que habían examinado mostraban que la nave había sufrido una explosión considerable. La causa de la explosión no estaba clara. El buque parecía desplazarse por sus propios medios, probablemente dirigiéndose a Sebastopol para ser reparado. Un portavoz del Departamento de Defensa declaró luego que no estaba seguro si la embarcación se movilizaba por sus propios recursos o era remolcada. Un alto funcionario del DoD, que habló bajo condición de anonimato, declaró que el buque estaba «luchando contra un incendio a bordo, pero desconocemos el alcance de los daños», pero que eran «grandes» y «extensos».
Una imagen de un satélite con radar de apertura sintética (SAR) que penetra en las nubes reveló que a las 18:52 del 13 de abril de 2022, hora local (UTC+03:00), El Moskvá se encontraba a 45°10′43.39″N 30°55′30. 54″E, a unas 80 millas náuticas (150 km) al sur de Odesa, al este de la isla de las Serpientes y a unas 50 millas náuticas (90 km) de la costa ucraniana. Un análisis sugirió que no había transcurrido mucho tiempo desde que se produjeron los daños que provocaron el hundimiento final del buque. En la imagen, el crucero está acompañado por otros buques.
A las 02:59 del 14 de abril de 2022 (EEST), el Reverso de la Medalla, un canal de Telegram asociado al grupo paramilitar ruso Wagner, publicó lo siguiente: «Según informaciones no confirmadas, el buque insignia de la Flota del Mar Negro, el crucero Moskvá, se ha hundido». Y, según su «información preliminar, fue efectivamente atacado por los misiles antibuque Neptuno desde la costa entre Odesa y Nikolaev. Además, las fuerzas del buque fueron desviadas para contrarrestar el VANT Bayraktar TB2. El golpe cayó en la banda de babor, a consecuencia de lo cual el crucero dio un fuerte bandazo. Tras la amenaza de detonación de municiones, la tripulación de unas 500 personas fue evacuada».
A las 10:59 del 14 de abril de 2022 (EEST), el ministro lituano de Defensa, Arvydas Anušauskas, informó en Facebook de que se había enviado una señal de SOS a las 01:05, el crucero se había volcado sobre su costado a las 01:14 y la electricidad se había cortado media hora después. «A partir de las dos de la madrugada, un barco turco evacuó a 54 marineros del crucero, y hacia las tres de la madrugada, Turquía y Rumanía informaron de que el barco estaba completamente hundido». Según el sitio web albanés Politiko, un funcionario turco negó a BBC News que un barco turco haya rescatado a ningún tripulante ruso.
En la tarde del 14 de abril, Kirby, el portavoz estadounidense del DoD, confirmó que el barco se había hundido, pero dijo que no podían confirmar la causa del hundimiento, aunque la versión ucraniana era «ciertamente plausible»: «Ciertamente, podría haber sido el daño de alguna fuerza externa, como un misil o un ataque de algún tipo, un torpedo o algo así... pero también podría ser algo que ocurre dentro de la piel de la nave — un incendio de ingeniería, un incendio de combustible. Simplemente no se sabe».

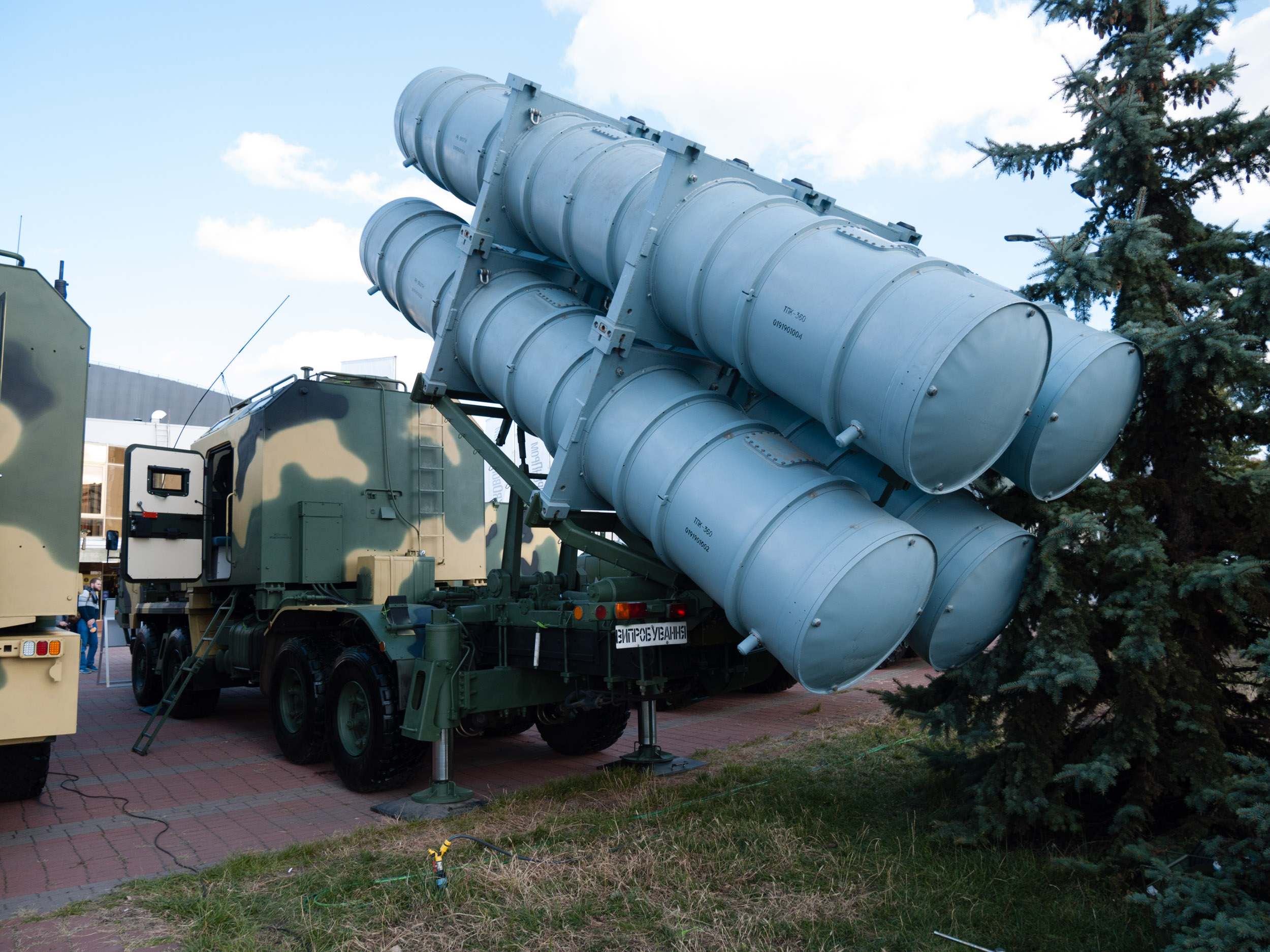
Un lanzador R-360 Neptuno cerca de Kiev, 2019.

### Ataque con misiles
El 15 de abril, un alto cargo de Defensa de los EE. UU. declaró que el Moskvá había sido alcanzado por dos misiles Neptuno; también afirmó que el crucero se encontraba a unas 65 millas náuticas (120 km) al sur de Odesa cuando fue golpeado y que el buque continuó avanzando por sus propios medios antes de hundirse el 14 de abril. El funcionario también dijo que las evaluaciones de los servicios de inteligencia indicaban que había víctimas en el momento del ataque, pero no sabía cuántas. Aparentemente, los misiles ucranianos fueron disparados desde un lanzador terrestre cerca de Odesa, mientras que el Moskvá se encontraba a 60-65 millas náuticas (110-120 kilómetros) de la costa.
El 5 de mayo, un funcionario estadounidense declaró que Estados Unidos había proporcionado «una serie de datos de inteligencia» para ayudar en el hundimiento del Moskvá. Sin embargo, la decisión de atacar fue puramente ucraniana. Antes del hundimiento había un avión de vigilancia marítima P-8A Poseidon de la Marina estadounidense en la zona. El P-8A, procedente de Italia, estaba patrullando dentro del alcance de su radar sobre el Mar Negro y EE. UU., cuando se le preguntó, identificó el buque como el Moskvá como parte del intercambio de información para ayudar a Ucrania a defenderse de los ataques de buques rusos. El portavoz del Departamento de Defensa estadounidense, John Kirby, declaró: «Ningún P-8 de la Marina de los Estados Unidos que volara en estas misiones de vigilancia aérea proporcionó información sobre objetivos».
El Moskvá estaba equipado con una defensa aérea de tres niveles que podría haber brindado una oportunidad adecuada de interceptar los misiles Neptuno entrantes, con 3-4 minutos de aviso de detección por radar. No había constancia de que la tripulación hubiera activado estos sistemas, incluidos los misiles tierra-aire S-300F y 9K33 Osa, el reflector antirradar o los señuelos, la interferencia electrónica o los sistemas de armas de aproximación AK-630 de último recurso. Tayfun Ozberk, corresponsal en Turquía de Defense News, sugirió que los radares del buque fallaron en detectar los misiles Neptuno entrantes o que las defensas no estaban preparadas para enfrentarse a la amenaza detectada, lo que implica una falta de entrenamiento de la tripulación para tales escenarios de emergencia.
La operación para naufragar al Moskvá puede haber sido asistida con la ayuda de al menos un dron Bayraktar TB2 (UCAV), que parece haber observado el suceso y puede haber desempeñado otros papeles en el hundimiento del barco. El mensaje publicado en Telegram por el Grupo Wagner y un funcionario ucraniano afirmaron que el dron «desvió» o «distrajo» a la tripulación, pero David Hambling, un periodista especializado en tecnología que escribe en Forbes, lo consideró improbable, ya que las defensas antidrones y antimisiles del crucero estaban a cargo de dos sistemas diferentes: los misiles de largo alcance SA-N-6 Grumble (S-300F) contra el dron y los cañones multibarra AK-630 contra los misiles Neptuno.
Varios informes coincidían en que los drones Bayraktar se encontraban en la misma zona que el buque. Arda Mevlutoglu, analista de la industria de defensa, afirmó que el 10 de abril se había visto en Odesa una estación de control terrestre Bayraktar TB2. Un vídeo publicado por el ejército ruso el 12 de abril mostraba el lanzamiento de un misil desde la fragata rusa Almirante Essen y afirmaba que había destruido un avión no tripulado Bayraktar cerca de la costa de Crimea. Un vídeo ucraniano «grabado desde el aire con un visor nocturno», afirmaba mostrar al Moskvá ardiendo en la distancia, y podría haber sido realizado por un avión no tripulado Bayraktar que volaba en la zona.
Los analistas afirmaron que el avión no tripulado Bayraktar también podría haber proporcionado información sobre los objetivos. Can Kasapoglu, director de estudios de seguridad y defensa de un gabinete estratégico turco, el Centro de Estudios de Economía y Política Exterior (EDAM), declaró: «Los informes de que los drones TB2 turcos participaron en el ataque, ya sea como distracción para el Moskvá o como observadores de la ubicación del Moskvá, son ambos muy posibles». Mevlutoglu además mencionó que el contralmirante Oleksij Nejizhpapa, comandante de las fuerzas navales ucranianas, había sugerido en el pasado que los drones TB2 se utilizarían con lanzadores Neptuno para el reconocimiento de objetivos. Mevlutoglu también dijo que el sistema de radar principal del Moskvá estaba anticuado, diseñado para detectar aviones y misiles de crucero. El TB2, con una sección transversal de radar y una velocidad de vuelo inferiores, podría no haber sido detectado por el radar del buque.
El periodista de aviación, Valius Venckunas, informó: «Según Arkadij Bábchenko, periodista militar ruso y un crítico abierto de Vladímir Putin, un Bayraktar ucraniano inutilizó la estación de radar del Moskvá, incapacitándola para detectar e interceptar misiles entrantes. Sin embargo, Babchenko no ha facilitado la fuente de dicha información».
El analista militar danés Anders Puck Nielsen argumenta que la fatiga del operador podría haber sido un factor importante. Con estos sistemas activos, se esperaba que el crucero sobreviviera a varios ataques de misiles Neptuno (con ojivas de 150 kg o 320 lb cada una) debido a su gran desplazamiento; un escenario de modelo de combate de salvas sugiere que Ucrania habría necesitado lanzar al menos once misiles Neptuno simultáneamente; el Moskvá podría haber derrotado a seis de ellos, y los cinco restantes atravesarían sus defensas e impactarían en el barco, causando daños en el casco suficientes para hundirlo. Sin embargo, esto supone que las municiones del crucero no detonaron con el impacto, por lo que se han sugerido como razones que el deficiente control de daños, el uso de reclutas en lugar de profesionales de grado medio y la insuficiente compartimentación contribuyeron a que el crucero se hundiera.

### Imágenes y vídeo del barco hundiéndose
El 18 de abril circulaban por las redes sociales dos imágenes y un breve videoclip de tres segundos que mostraban al Moskvá tras el estallo del incendio y antes del hundimiento final. Las imágenes muestran al crucero escorándose a babor en plena luz del día y con mares en calma, con signos de grandes daños por el fuego alrededor de la superestructura central, además de la presencia de agujeros en la línea de flotación, y la ausencia de la mayoría de sus balsas salvavidas, lo que indica que parte de la tripulación había sido evacuada en ese momento. Según la CNN, «se puede ver un gran remolcador de rescate ruso rociando el buque de guerra con agua en el lado más alejado [estribor]».
Se desconoce la fuente o el autor del vídeo o de las imágenes. The Telegraph informó de que las imágenes se publicaron por primera vez en Internet a través de Telegram en un canal vinculado a las agencias de seguridad rusas. Analistas consultados de forma independiente por The Guardian y CNN confirmaron que las imágenes parecen mostrar el Moskvá. The Guardian citó a Yörük Işık, periodista y experto observador de barcos, que dice: «Creo que el vídeo es real. Lo que vemos tiene forma, tamaño. Es el Moskvá». The Guardian también informó: «Él [Işık] dijo que creía que al menos una de las fotografías fue tomada desde un remolcador de rescate del Proyecto 22870, del cual se cree que Rusia tiene dos en el Mar Negro».
Un alto funcionario de defensa estadounidense declaró que las imágenes no podían verificarse de forma independiente, «pero las imágenes en sí mismas concuerdan con lo que habíamos evaluado como los daños causados al buque». Carl Schuster, ex director de operaciones del Centro Conjunto de Operaciones de Inteligencia del Comando del Indo-Pacífico de EE. UU., declaró: «Suponiendo que la foto no sea falsificada de alguna manera o esté retocada, parece que los misiles impactaron de frente, lo que no es inesperado. Los misiles antibuque de crucero (ASCM) tienden a dirigirse por el centro del retorno del radar, que suele ser la sección delantera de la superestructura». Chris Parry, ex contralmirante, escribió a The Guardian: «Parece que uno-dos misiles entraron en el buque justo por debajo después del par de misiles antibuque Vulkan [...] Esto habría causado daños internos masivos y parece haber perforado los dos misiles [...] lo que habría drenado el combustible propulsor que intensificó aún más el fuego dentro de la nave al extenderse horizontalmente a lo largo de las cubiertas y a través de los mamparos dañados». Expertos navales consultados por la BBC consideraron que los daños eran coherentes con un ataque con misiles, pero discreparon entre sí sobre la plausibilidad de otras causas. El vídeo no muestra la tormenta señalada en los informes rusos.

## Víctimas
El ministro de Defensa de Lituania, Arvydas Anušauskas, declaró el 14 de abril que ese día se había enviado una señal de socorro desde el Moskvá y un barco turco respondió, evacuando a 54 personas del crucero a las dos de la madrugada, antes de que se hundiera a las tres de la madrugada. Según él, había 485 tripulantes a bordo, de los cuales 66 eran oficiales. No se sabía cuántos habían sobrevivido.
Fuentes ucranianas informaron el 15 de abril de que parte de la tripulación del Moskvá había muerto, incluido el capitán de primer rango (OF-5 de la OTAN, O-6 de EE. UU.), Anton Kuprin, de 43 años y oficial al mando del buque, en el momento de la explosión. Ese mismo día, un alto funcionario estadounidense declaró que el gobierno también creía que había habido víctimas. En una reunión informativa del Departamento de Defensa estadounidense celebrada el 18 de abril, un alto funcionario de Defensa reveló que también habían visto botes salvavidas en el agua con marineros dentro, pero que no disponían de un recuento exacto. El periódico independiente ruso Nóvaya Gazeta Europe informó de que unos 40 marineros habían muerto en el momento del hundimiento. Según un testigo ocular, había unos 200 marineros heridos en un hospital de Crimea, de un total estimado de 500 miembros de la tripulación del buque. El informe también afirmaba que los marineros restantes seguían en paradero desconocido.
El Ministerio de Defensa ruso declaró poco después del hundimiento que la tripulación había sido evacuada, e inicialmente no informó de ninguna baja; sin embargo, a algunos familiares de los marineros se les ha comunicado que su familiar estaba «desaparecido». El 16 de abril, Rusia difundió un vídeo que supuestamente mostraba una reunión en Sebastopol con un centenar de marineros del Moskvá, junto con el comandante en jefe de la Armada, el almirante Nikolai Yevmenov, quien afirmó que los marineros continuarían su servicio en la Armada. Según el periódico independiente ruso en línea The Insider, de una dotación de 500 a 700 tripulantes, son visibles en el vídeo unos 100 marineros y, en particular, al capitán de primer rango del buque, Anton Kuprin. Naval News informó de que en el vídeo del Ministerio de Defensa ruso aparecían alrededor de 240 personas supervivientes, aproximadamente la mitad de la tripulación. Sin embargo, la edición ucraniana de Radio Liberty afirma que es imposible verificar la autenticidad del vídeo.
El 22 de abril, el Ministerio de Defensa ruso emitió un comunicado en el que confirmaba que un marinero del Moskvá había muerto y 27 estaban desaparecidos, mientras que 396 miembros de la tripulación fueron rescatados. Los familiares de los tripulantes que prestaban servicio a bordo del Moskvá alegan que el número de marineros desaparecidos podría ser mayor y que no han recibido información oficial sobre su suerte. Al menos 17 de los tripulantes desaparecidos fueron declarados muertos posteriormente por un tribunal de Sebastopol.